# Aquinnah
Aquinnah (signifiant « terre au pied de la colline » et anciennement appelé « Gay Head ») est une ville du comté de Dukes au Massachusetts, fondée en 1669 sur l'île de Martha's Vineyard.
Sa population s'élevait à 311 habitants lors du recensement de 2010.

## Démographie
| Groupe            | Aquinnah | Massachusetts | États-Unis |
| ----------------- | -------- | ------------- | ---------- |
| Blancs            | 57,6     | 80,4          | 72,4       |
| Amérindiens       | 26,7     | 0,3           | 0,9        |
| Métis             | 11,9     | 2,6           | 2,9        |
| Autres            | 1,9      | 4,7           | 6,4        |
| Afro-Américains   | 1,6      | 6,6           | 12,6       |
| Asiatiques        | 0,3      | 5,3           | 4,8        |
| Total             | 100      | 100           | 100        |
|                   |          |               |            |
| Latino-Américains | 4,8      | 9,6           | 16,7       |

Selon l'American Community Survey, pour la période 2011-2015, 93,10 % de la population âgée de plus de 5 ans déclare parler anglais à la maison, alors que 3,22 % déclare parler le massachusett, 2,30 % le français et 1,38 % une autre langue.

## Alcool
La municipalité est un Dry county.